# Gazette du Bon Ton

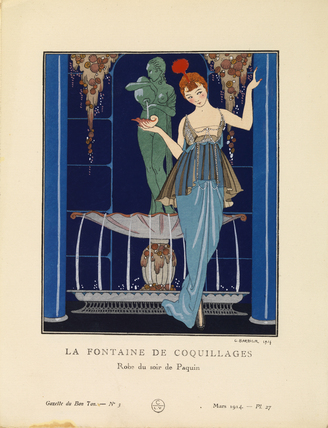
La Fontaine de Coquillages, Robe du soir de Paquin (La Font de Petxines, Vestit de nit de Paquin), il·lustració de George Barbier, publicada al número 3 de La Gazette du Bon Ton

La Gazette du Bon Ton fou una revista de moda francesa fundada a París el 1912 per Lucien Vogel i Michel de Brunhoff, considerada la precursora de les revistes de la mateixa temàtica que van aparèixer a les següents dècades.
El naixement de la revista és considerat, pels historiadors, com un esdeveniment en la història de les publicacions de moda. Va ser la primera que combinà preocupació estètica, requisit de bellesa i unitat plàstica; també fou la primera que va reunir sota un comú equip de redacció tantes personalitats i talents variats. La seva trajectòria va ser curta i irregular però la influència va ser considerable, començant per Condé Nast Montrose que l'inspirà a desenvolupar el seu estil a l'edició nord-americana de la revista Vogue.

## Història
Vogel s'inspirà, per crear-la, en la idea de Paul Poiret de publicar àlbums d'il·lustracions en la dècada de 1910, així com en la revista del segle xix Journal des dames et des modes de Pierre Nouvion publicada per Michel de Brunhoff, qui fou el futur redactor en cap de Vogue Paris durant les següents dècades. La Gazette du Bon Ton sorgí com una revista sumptuosa, publicada per la Librairie centrale des beaux-arts a França i distribuïda també als Estats Units sota el títol Gazette du Bon Genre. Abans de la Primera Guerra Mundial, Condé Montrose Nast propietari de la revista Vogue, s'interessà pels artistes que col·laboren a la Gazette i ocasionalment publicà dibuixos i il·lustracions d'ells; durant la guerra, quan es va suspendre la publicació, Nast encarregà més sovint dibuixos als il·lustradors francesos però no de manera habitual, excepte per fer les cobertes de Vogue. L'any 1921, Vogel va vendre la revista a Nast i la direcció va ser confiada a Jean Labusquiere; durant aquest període, va publicar seixanta-nou números, amb un tiratge d'uns 2000 exemplars cadascun, fins a l'any 1925 en què va deixar de ser editada.
La col·lecció completa inclou 573 planxes d'impremta de dibuixos i 148 esbossos, tots representatius dels dissenyadors de moda d'Alta costura de l'època. Cada número editat, considerat com elitista i car, constitueix per si mateix un àlbum de luxe, imprès en paper fi, utilitzant com tipografia la font Cochin creada especialment per a la revista, per Georges Peignot.
Als inicis, Vogel va reunir un grup de set il·lustradors i crea els Chevaliers du bracelet: André Edouard Marty, Pierre Brissaud, Georges Lepape, Dammicourt, i els seus amics de l'École Nationale Supérieure des Beaux-Arts George Barbier, Bernard Boutet de Monvel i Charles Martin. També artistes novells a l'època col·laboren de manera més o menys continuada a la Gazette, entre els que es pot anomenar a Guy Arnoux, Léon Bakst, Vladimir Barjansky, Benito, Umberto Brunelleschi, Chas Laborde, Jean-Gabriel Domergue, André Dignimont, Raoul Dufy, Édouard Halouze, Alexandre Iacovleff, Jean Émile Laboureur, Charles Loupot, Maggie Salcedo, Marthe Jeannest, Xavier Gosé, Louis Strimpl i Drian. Aquests dissenyadors, pràcticament desconeguts i d'alguns encara molt joves van introduir una nova imatge de la dona i anys després van ser reconeguts pels seus treballs. La seva col·laboració a la revista va comportar una postura estètica comuna i van exposar les seves creacions sota el nom Collaborateurs de la Gazette du Bon Ton. Vogel també comptà amb dissenyadors de moda, escriptors i pintors dins el seu equip de redacció, incloent a la Gazette a més dels temes més de moda, d'altres com ara la decoració o estil de vida i el subtítol de la revista, «Art, Modes et Frivolités».